# Wahlenbergia paludicola
Wahlenbergia paludicola är en klockväxtart som beskrevs av Mats Thulin. Wahlenbergia paludicola ingår i släktet Wahlenbergia och familjen klockväxter. Inga underarter finns listade i Catalogue of Life.